# HD 18546
HD 18546，又名CD-38 976，SAO 194007、HR 893，是一颗恒星，视星等为6.41，位于銀經243.71，銀緯-61.42，其B1900.0坐标为赤經2h 53m 38.6s，赤緯-38° -61.42′ 33″。